# Moritz-Daniel Oppenheim
Pour les articles homonymes, voir Oppenheim (homonymie).
Moritz-Daniel Oppenheim, né le 7 janvier 1800 à Hanau et mort le 26 février 1882 à Francfort-sur-le-Main, est un peintre prussien.

## Biographie
Moritz-Daniel Oppenheim est né dans une famille juive orthodoxe de Hanau en landgraviat de Hesse-Cassel.
Il entre à l’Académie des beaux-arts de Munich en 1817. C’est le premier juif allemand à recevoir une éducation artistique classique.[réf. nécessaire]
Il part ensuite étudier en France à Paris où il suit l’enseignement de Jean-Baptiste Regnault. Il se rend en Italie à Rome. Il fait la rencontre de Bertel Thorvaldsen, de Barthold Georg Niebuhr et de Johann Friedrich Overbeck. Il fait toute une série d’études et de croquis sur le ghetto de Rome dans le but de réaliser une suite de tableaux sur ce thème.
De retour en Allemagne en 1825, il s’installe à Francfort où il expose sa toile David jouant devant Saül.
Moritz-Daniel Oppenheim acquiert une grande notoriété en Europe pour son travail de portraitiste. Entre 1830 et 1850, il devient le portraitiste officiel de la famille Rothschild et réalise aussi les portraits posthumes des empereurs Otton IV et Joseph II.
À la fin de sa carrière, Oppenheim se consacre à peindre la rencontre entre le monde juif traditionnel et le monde moderne. Il essaie de transcrire le dilemme des Juifs allemands partagés entre désir d’assimilation, attachement sentimental au passé et antisémitisme de la société allemande.
Moritz-Daniel Oppenheim est considéré comme le premier peintre juif de l’ère moderne. Il est le premier artiste juif à être reconnu par les non-juifs.[réf. souhaitée] Son travail artistique est marqué par ses racines religieuses même s’il travaille aussi sur des thèmes profanes et si ses clients sont avant tout des Juifs émancipés.
Alors que certains artistes juifs se convertissent au christianisme pour pouvoir travailler en toute quiétude dans la société, Oppenheim reste fidèle à sa religion de ses pères.
Mort le 26 février 1882 à Francfort, Oppenheim est inhumé dans l'ancien cimetière juif de la ville.

## Quelques œuvres
Le style épuré de sa jeunesse est visible dans Les Frères Jung et leur maître, tableau qui traduit l’influence du mouvement nazaréen. 
Moritz-Daniel Oppenheim est célèbre pour ses portraits de Heinrich Heine, de l’empereur Joseph II, Moses Mendelssohn, Ludwig Börne et divers notables juifs de son temps.
À la fin de sa vie, Oppenheim se tourne vers les thèmes de la vie juive : Le Retour du volontaire juif de la guerre de libération au sein de sa famille vivant selon l’antique tradition, Mendelssohn et Lavater jouant aux échecs sous le regard de Lessing, Mariage traditionnel à Francfort, Le Mariage (1861).

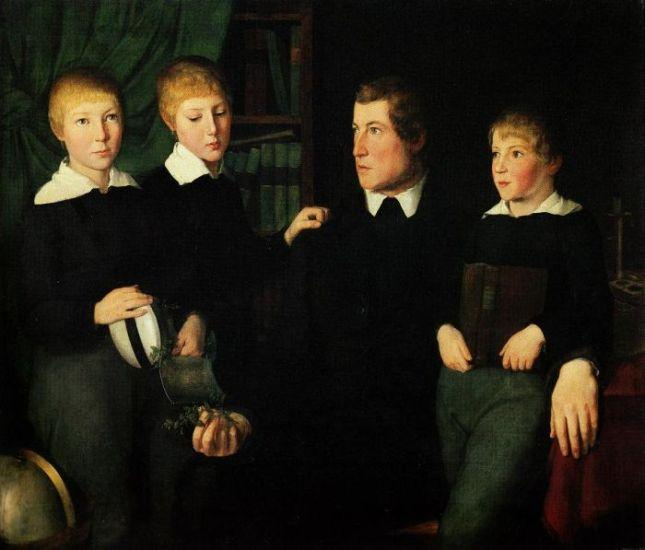
Les Frères Jung et leur maître (1826), Wallraf-Richartz-Museum.
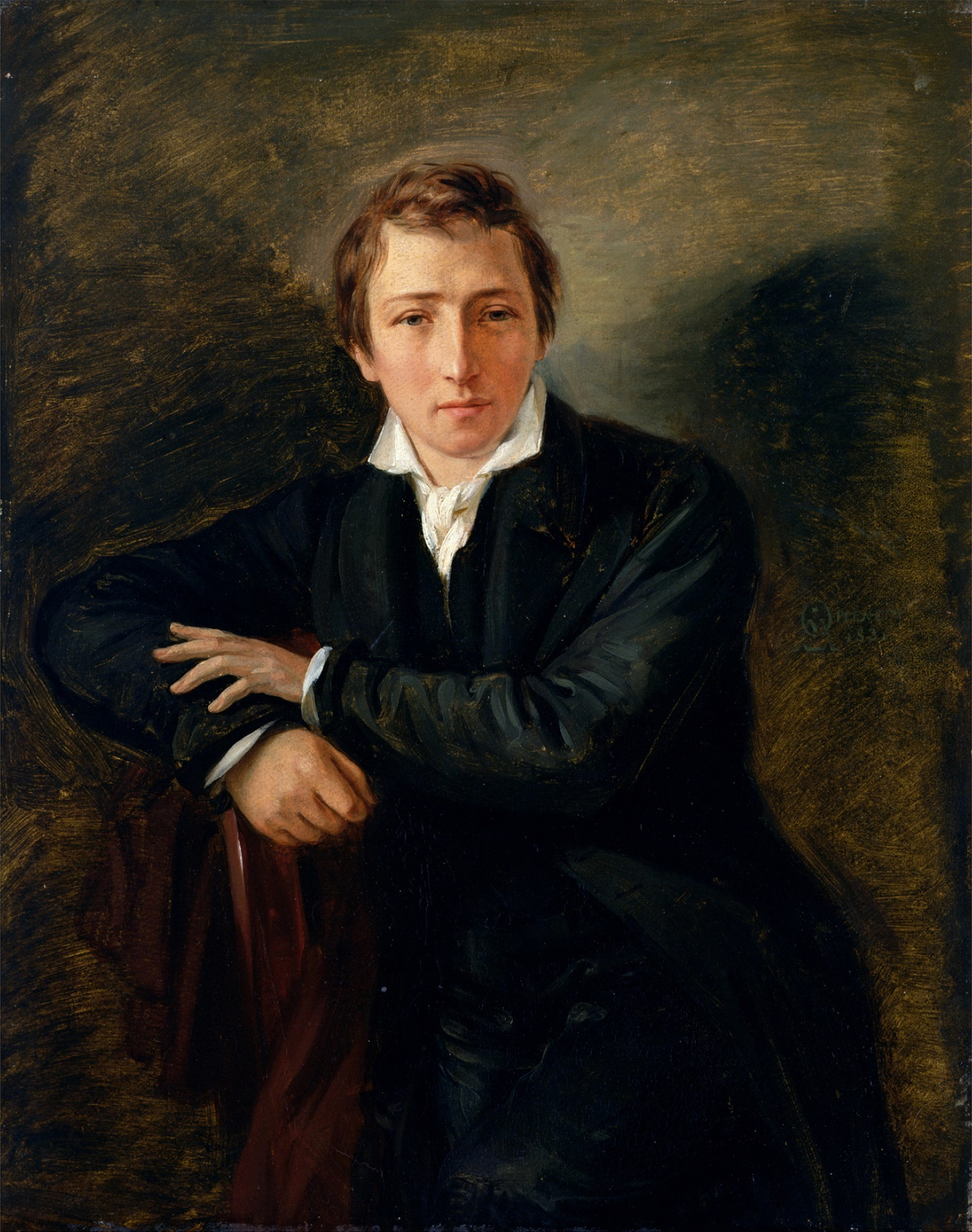
Heinrich Heine (1831), Kunsthalle de Hambourg.
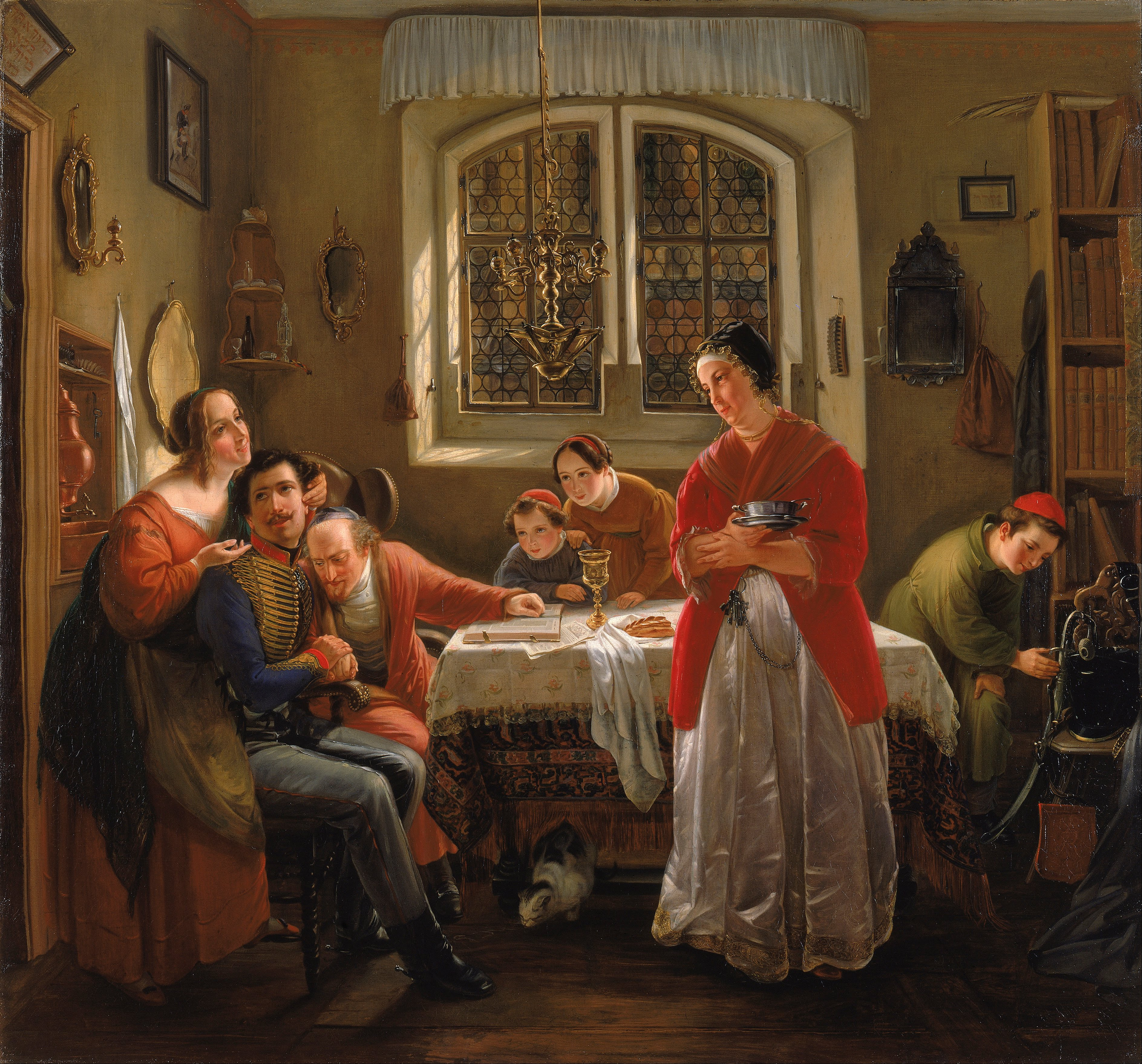
Le Retour du volontaire juif de la guerre de libération au sein de sa famille vivant selon l’antique tradition (1833-1834), New York, musée juif.